# Militans
Militans er en politisk-filosofisk tilgangsvinkel, som indebærer at man ikke lader sin kamp begrænses af de regler for politisk aktivitet som staten har skabt, samt at man er beredt på at forsvare de resultater, man har opnået.
Eksempler på militante bevægelser er militant dyreretsaktivisme og militant antifascisme, der begge opererer både inden og uden for lovens rammer.
I sjældne tilfælde kæmper en person som definerer sig selv som militant direkte voldeligt som en del af en kamp for at opnå et bestemt politik mål.